# Horní Stropnice
Horní Stropnice (en allemand : Strobnitz) est une commune du district de České Budějovice, dans la région de Bohême-du-Sud, en République tchèque. Sa population s'élevait à 1 488 habitants en 2023.

## Géographie
Horní Stropnice se trouve à 31 km au sud-est de České Budějovice et à 148 km au sud-sud-est de Prague.
La commune est limitée par Kamenná et Žár au nord, par Nové Hrady à l'est, par l'Autriche au sud, et par Pohorská Ves et Benešov nad Černou à l'ouest.

## Histoire
La première mention écrite du village date de 1185.

## Administration
La commune se compose de 21 sections :
- Bedřichov
- Chlupatá Ves
- Dlouhá Stropnice
- Dobrá Voda
- Hlinov
- Hojná Voda
- Horní Stropnice
- Humenice
- Konratice
- Krčín
- Meziluží
- Olbramov
- Paseky
- Rychnov u Nových Hradů
- Staré Hutě
- Střeziměřice
- Svébohy
- Světví
- Šejby
- Vesce
- Vyhlídky

## Galerie

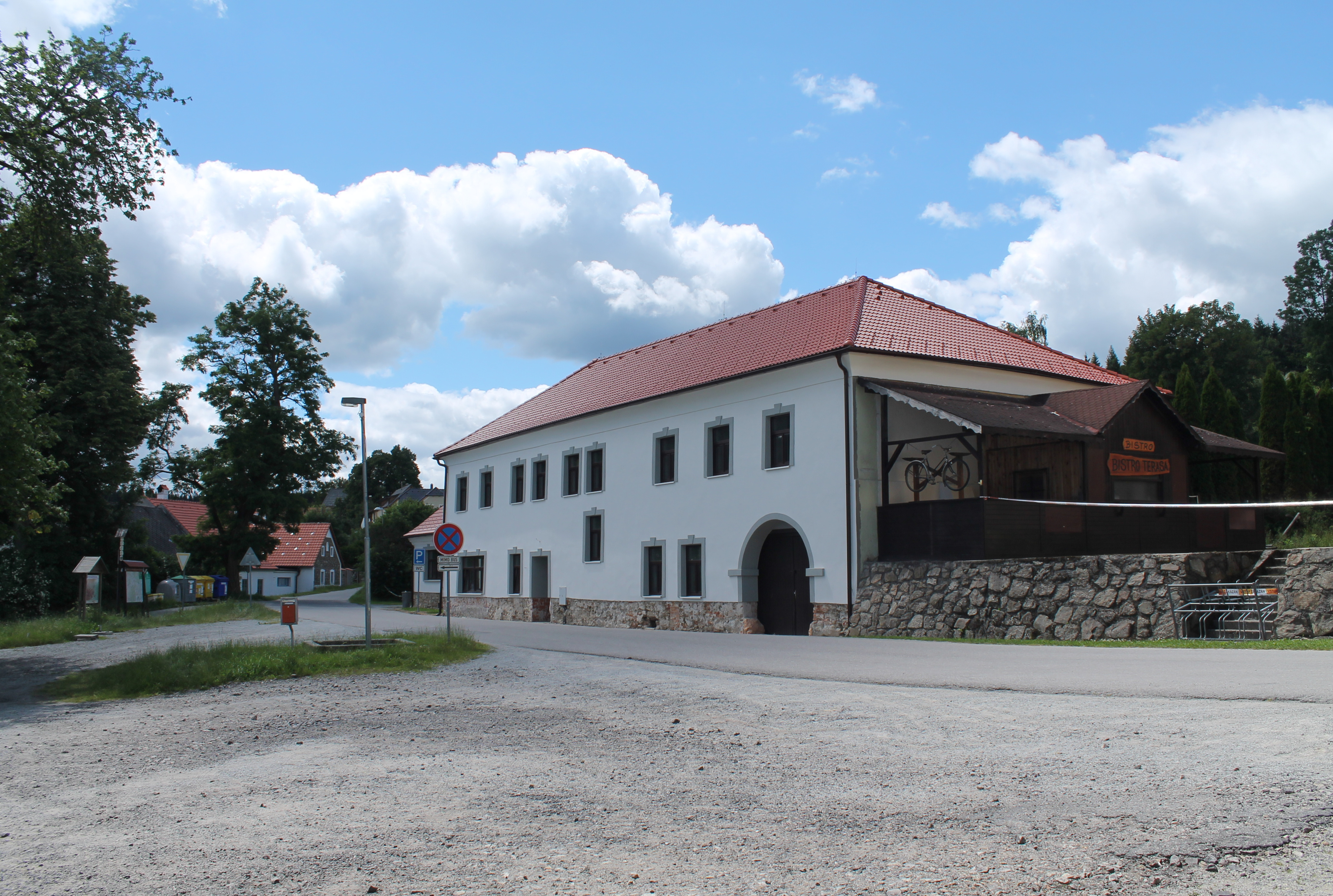
Horní Stropnice.
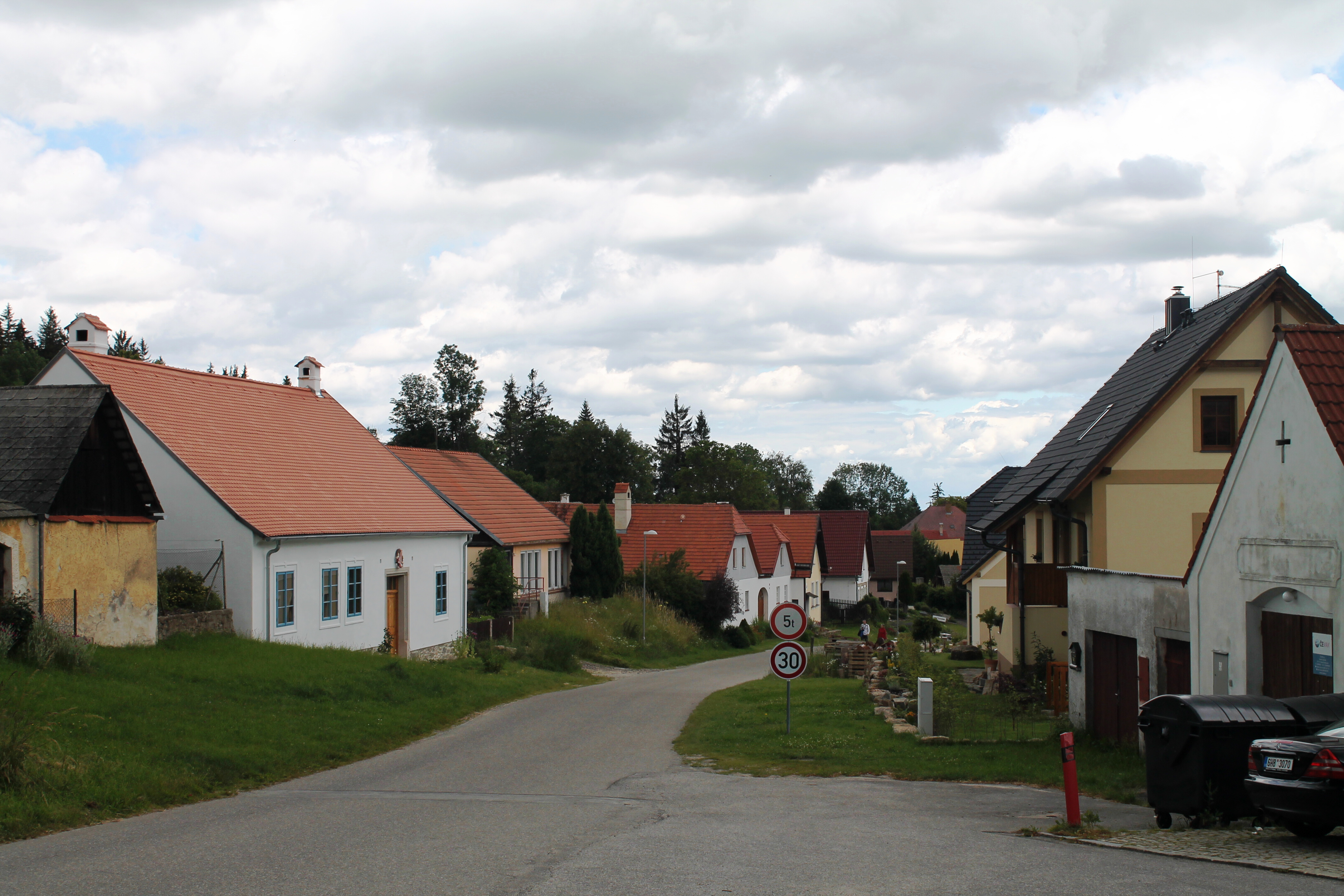
Rue de Horní Stropnice.

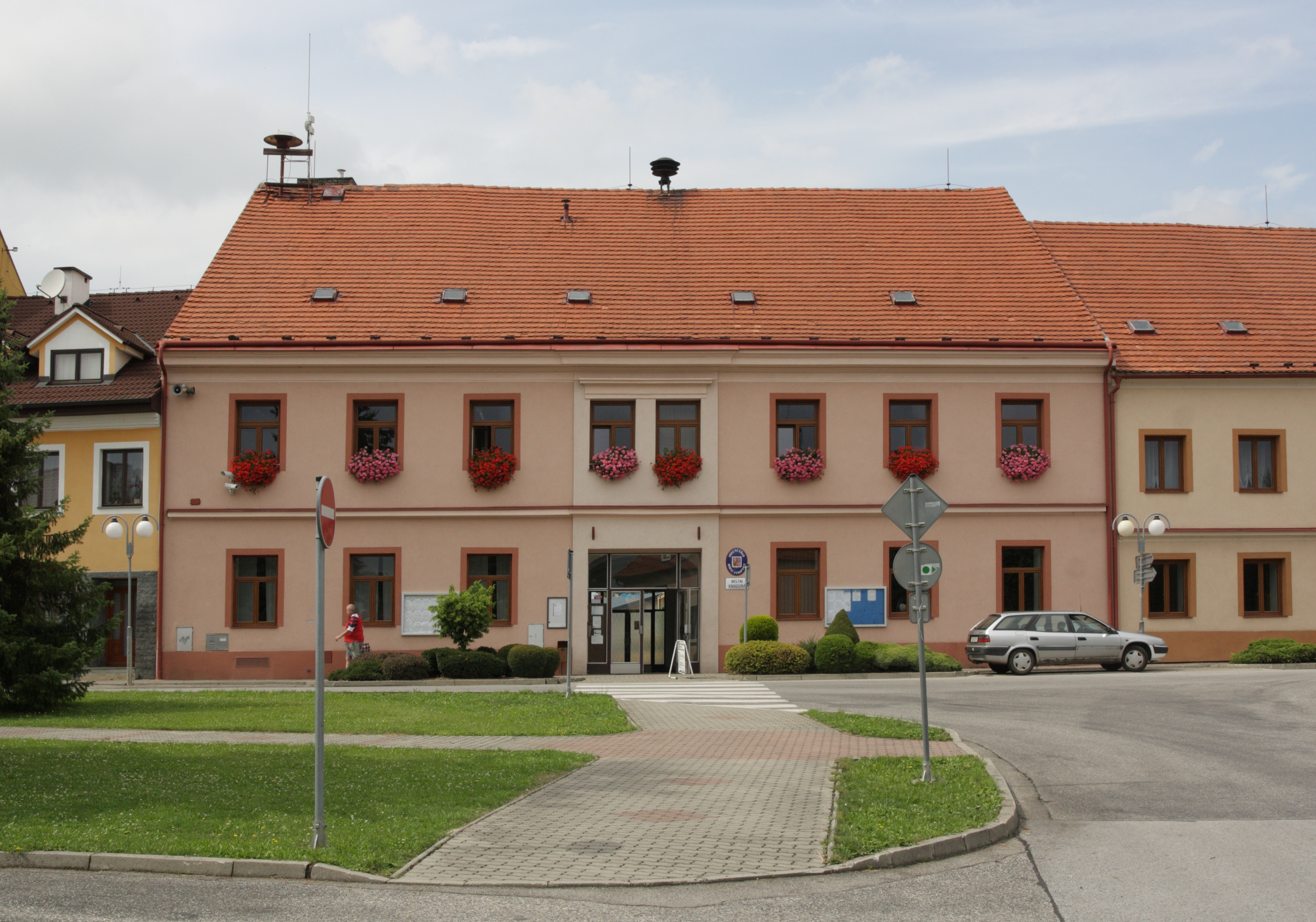
Horní Stropnice : la mairie.
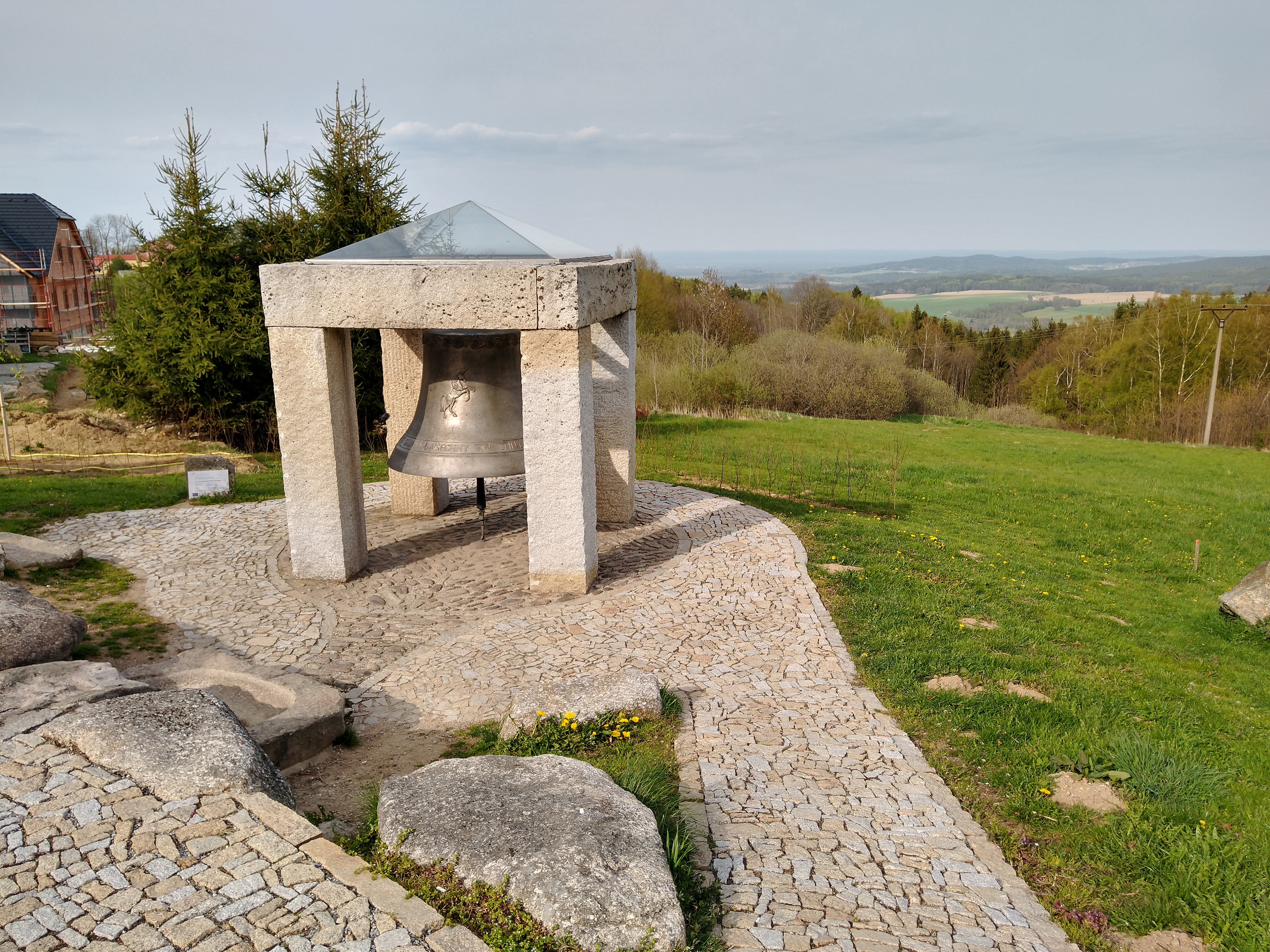
Cloche de la rencontre à Hojná Voda dans les monts Novohradské.

## Patrimoine
- Église de l'Assomption de la Bienheureuse Vierge Marie à Dobrá Voda

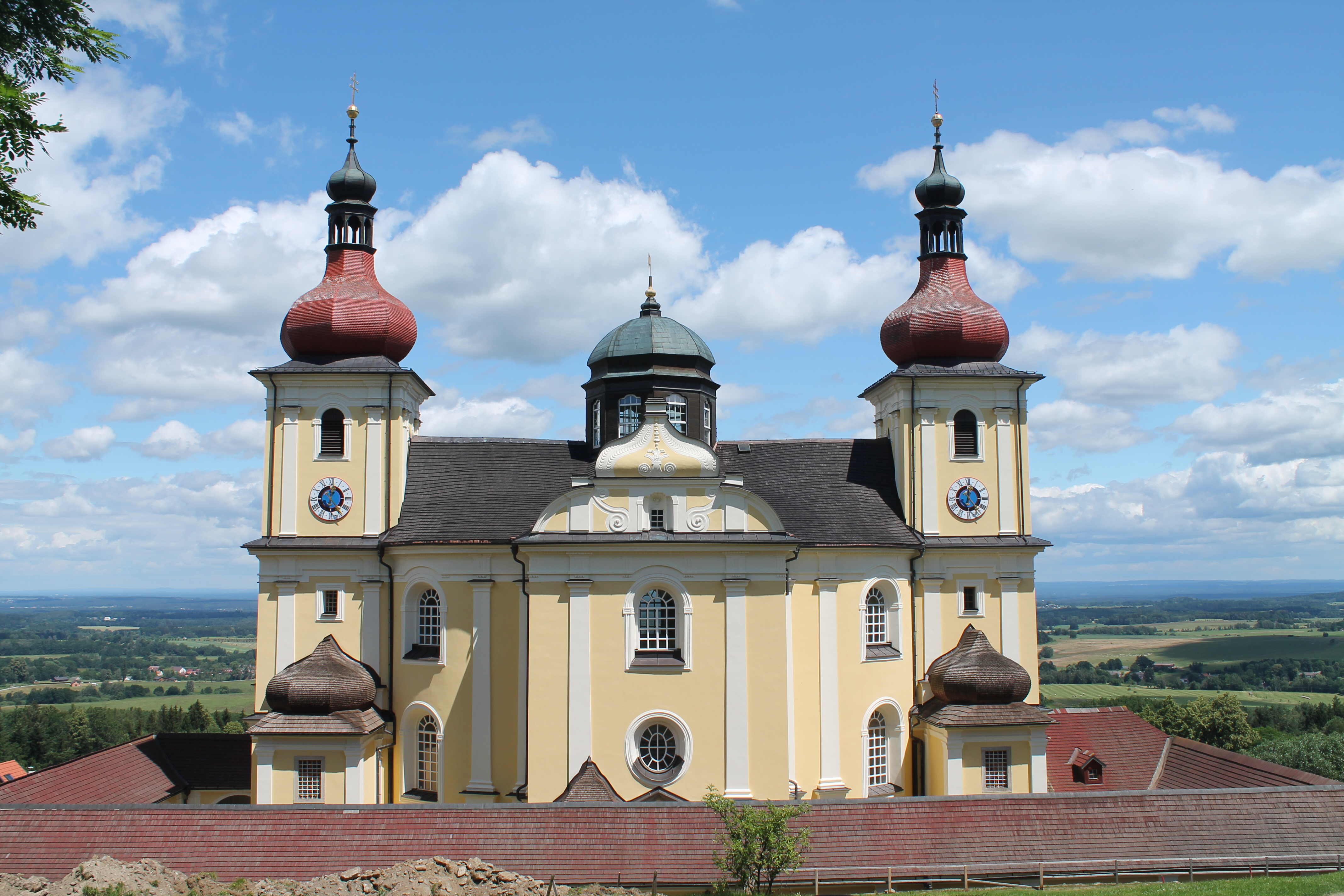
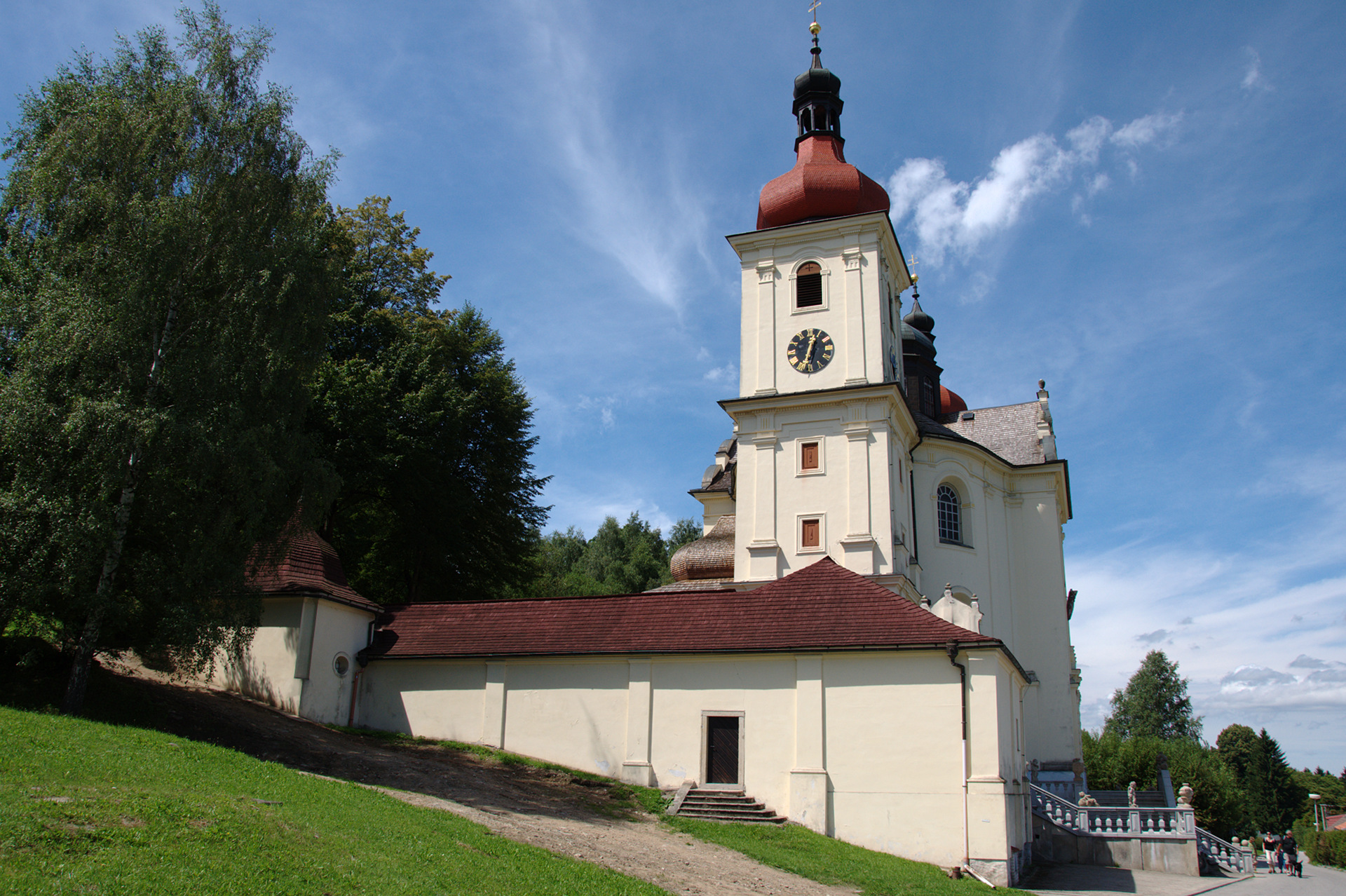

## Transports
Par la route, Horní Stropnice se trouve à 8 km de Nové Hrady, à 37 km de České Budějovice et à 177 km de Prague.

## Source
- (cs) Cet article est partiellement ou en totalité issu de l’article de Wikipédia en tchèque intitulé « Horní Stropnice » (voir la liste des auteurs).